# Iettoenoep
De Iettoenoep (Russisch: Иэттунуп) is een schildvulkaan in de oostrand van het noordelijke deel van het Centraal Gebergte in het Russische schiereiland Kamtsjatka, op hemelsbreed gezien ongeveer 100 kilometer ten zuidoosten van Palana. Samen met de overlappende vulkaan Lamoetski (1198 meter) ten zuidoosten van de vulkaan vormt de Iettoenoep (1340 meter) het meest noordoostelijke Kwartaire vulkanische complex van het Centraal Gebergte. Het is een basaltisch tot basalt-andesiete Laat-Kwartaire vulkaan. De Iettoenoep vormt onderdeel van de bergrug Gytchyljanochot.
Ten zuiden van beide vulkanen stroomt de rivier de Levaja (linker) Chajljoelja en ten noorden de Lamoetskaja. Beiden vormen zijrivieren van de Chajljoelja.